# 운다

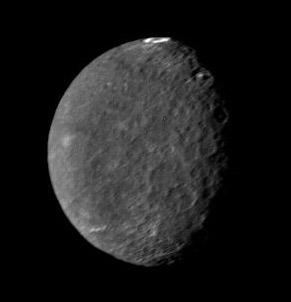
사진 상단에 밝은 부분이 운다이다.

운다(Wunda)는 천왕성의 위성 움브리엘 표면에 있는 거대한 충돌구이다. 적도 근처에 위치해있으며 지름은 131 km이다. 이름은 호주 원주민 신화에 등장하는 어둠의 정령에서 명명되었다.
운다 속 반경 폭 10km 이상의 고리는 높은 반사율로 인해 밝게 빛나는 것이 특징이다. 현재까지 원인은 밝혀지지 않았으며, 신선한 충격 퇴적물이거나 방사성 분해에 의해 형성된 이산화탄소가 움브리엘 표면 전역에서 이동하여 비교적 차가운 운다 내부에 갇혀 형성된 이산화탄소 얼음 퇴적물일 가능성이 제시되고 있다.